# Alfred Nossig
Alfred Nossig (n. 18 aprilie 1864, Lemberg, Regatul Galiției și Lodomeriei, Imperiul Austriac – d. 22 februarie 1943, Varșovia, Guvernământul General) a fost un sculptor, muzician, scriitor și activist public polonez. În timpul celui de-al doilea război mondial a fost închis în ghetoul Varșoviei, unde a devenit membru al unui consiliu evreiesc, Judenrat. A fost acuzat de colaborare și executat de o organizație de rezistență evreiască.

## Biografie
Alfred Nossig s-a născut în 1864 într-o familie bogată din Lemberg (acum Liov), atunci parte a Imperiul Austriac, în prezent în Ucraina. Tatăl lui Nossig l-a educat în spiritul culturii germane și a devenit un activist pentru drepturile evreiești din Galiția, unde a lucrat ca secretar al comunității evreiești de acolo.
La începutul anilor 1880, romantismul polonez l-a inspirat pe Nossig să formuleze idei despre eliberarea culturii evreiești de constrângerile tradiției, determinându-l să exprime aceste idei în periodicul Ojczyzna (Patria) și într-o organizație (pe care el însuși a fondat-o) denumită Przymierze Braci (Uniunea fraților). A fost un pionier în domeniul demografiei evreiești în timpul studenției la Universitatea din Lemberg, unde a primit un premiu în 1884 de la senatul universității pentru eseul său „O ludności” (Cu privire la populație).

## Carieră literară și activism sionist

Nossig cu Talaat, Enver și Halil Pașa (C.U.P.) la Berlin, la sfârșitul verii 1915

În acest timp, Nossig a scris și recenzii de teatru pentru ziare poloneze și evreiești, iar în 1888 a publicat prima sa colecție de poezii, Poezje, care a câștigat un concurs la Varșovia. În 1887, Nossig a publicat prima lucrare sionistă în limba poloneză; aceasta a fost denumită „O încercare de a rezolva problema evreiască” (Próba rozwiązania kwestji źydowskiej) și, în acesta, a susținut că nu există viitor pentru evrei în Diaspora și că, astfel, evreii trebuie să-și formeze propriul stat independent în Palestina și în țările învecinate. După studiile sale la Lemberg, Nossig a urmat un doctorat la Zürich, Elveția, concentrându-se asupra lucrărilor filozofului olandez Baruch Spinoza.
În timpul primului război mondial, el a lăudat Comitetul Unității și Progresului (C.U.P.) și pe liderul otoman Talat Pașa, care a fost principalul organizator al genocidului armean, și chiar a sugerat ca evreilor să li se poate permite să emigreze în Anatolia pentru a-i înlocui pe armeni. La 5 ianuarie 1918, Nossig s-a întâlnit cu Talat la Berlin, timp în care acesta din urmă, potrivit lui Nossig, a lăudat loialitatea evreilor otomani și și-a exprimat disponibilitatea de a îndeplini cererile evreiești.
Nossig a participat la primele Congrese Sioniste Mondiale, dar a intrat în conflict cu Theodor Herzl datorită caracterului individualist al lui Nossig. Cu toate acestea, Nossig a continuat să pledeze în favoarea sionismului și a emigrației evreiești pentru tot restul vieții sale. În 1920, el a fost invitat de guvernul polonez să medieze și să mărească încrederea dintre guvern și liderii evrei polonezi; cu toate acestea, Nossig nu a avut niciun succes în această sarcină.

## Carieră artistică

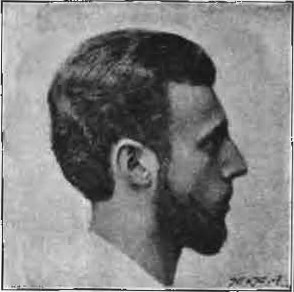
Alfred Nossig

În loc să se concentreze pe teme poloneze, Nossig s-a concentrat pe eroismul evreiesc și mitul romantic în sculpturile sale, inclusiv în sculpturile unor celebre personaje eroice evreiești, precum regele David și Iuda Macabeul. Cele mai faimoase sculpturi ale lui Nossig au fost numite Evreul rătăcitor, Iuda Macabeul, Nordau și Regele Solomon. Interesul său pentru artă l-a dus la Academia de Artă din Viena în 1892, la Paris în 1894 și la Berlin în 1900, unde a locuit până în 1933, când naziștii au ajuns la putere în Germania și l-au expulzat în Polonia.

## Ultimii ani
După invazia nazistă a Poloniei din 1939, evreii din Varșovia, inclusiv Nossig, au fost forțați să se mute în Ghetoul din Varșovia, unde Nossig ar fi colaborat cu Abwehr și Gestapo, elaborând planuri de emigrare evreiască și prezentând memorandumuri autorităților germane. Nossig a fost acuzat că a oferit periodic rapoarte naziștilor în timpul deportării rezidenților evrei în lagărele de exterminare naziste, iar un grup de rezistență subteran, Organizația Evreiască de Luptă (poloneză Żydowska Organizacja Bojowa, ebraică  ייִדישע קאַמף אָרגאַניזאַציע), l-a condamnat la moarte; a fost executat la 22 februarie 1943. În acel moment, avea vârsta de aproape optzeci de ani.